# Formigal

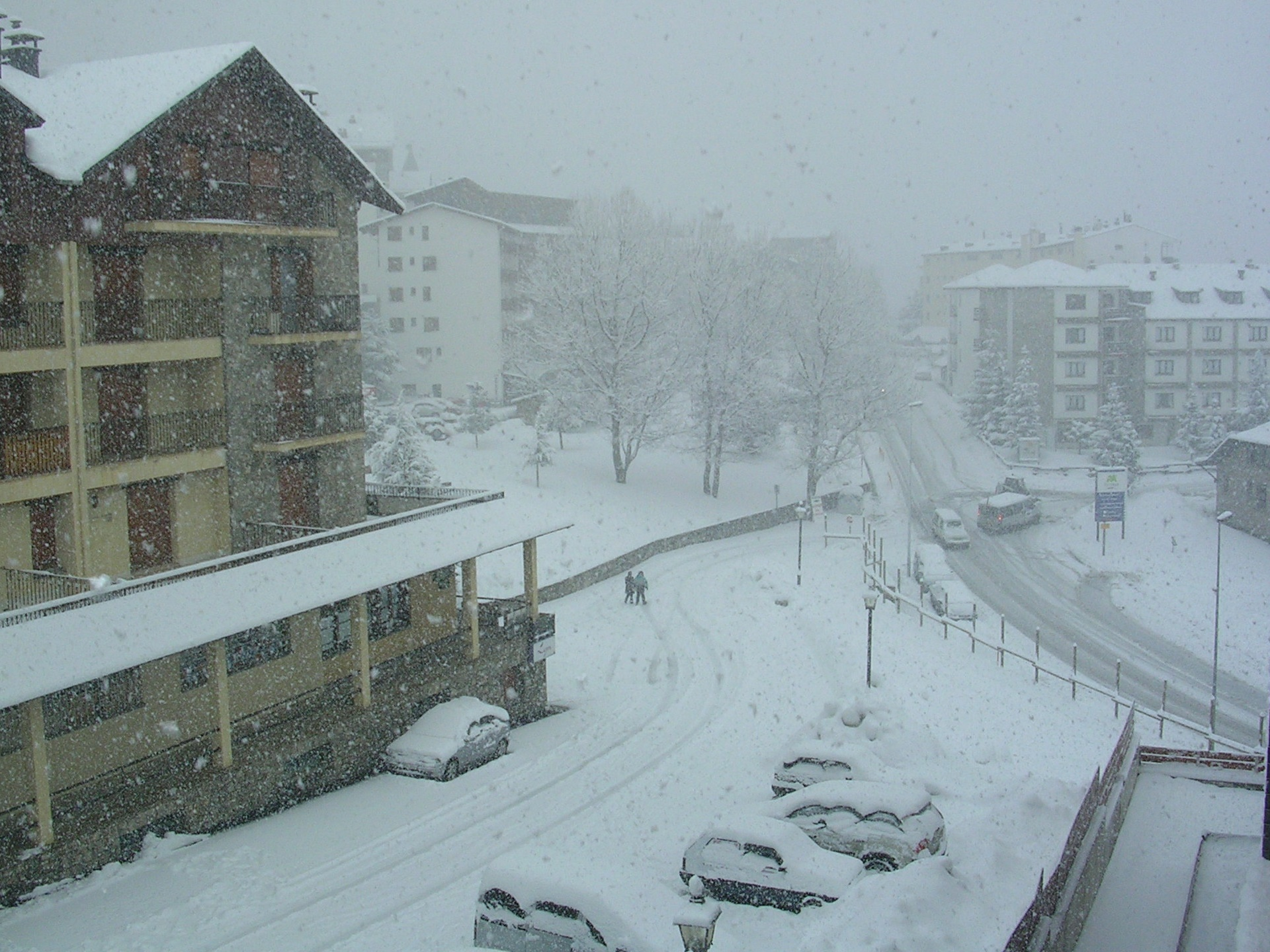
Formigal début avril 2007.

Formigal (O Fornigal en aragonais) est une localité espagnole de la Province de Huesca dépendant de la municipalité de Sallent de Gállego. Au cœur des Pyrénées, elle abrite la station de sports d'hiver d'Aramón Formigal et n'est située qu'à quelques kilomètres de la frontière franco-espagnole.
Située à 1 550 mètres d'altitude, la localité compte 222 habitants selon un recensement datant de 2013.